# Jörg Hermann Yiftach Fehige
Yiftach J. H. Fehige (*  1976) ist ein deutsch-kanadischer Wissenschaftstheoretiker. Er ist Professor für Naturwissenschaft und Religion am Institute for the History and Philosophy of Science and Technology der University of Toronto in Kanada. International renommiert ist er vor allem auf Grund seiner Arbeiten zum Gedankenexperiment.

## Leben
Fehige wuchs in Duderstadt auf und studierte Physik, Philosophie, und Theologie in Frankfurt/Main, Mainz, München, und Tübingen. 2001 wanderte er nach Israel aus. Nach der Promotion in Logik und Wissenschaftstheorie am Lehrstuhl von Elke Brendel in 2004 und anschließenden Lehrtätigkeiten an verschiedenen Universitäten in Deutschland, erging 2007 der Ruf nach Toronto auf eine neu eingerichtete Professur für Christentum und Naturwissenschaft. Im Einklang mit dem akademischen Profil von Fehige in Lehre und Forschung wurde die Professur mittlerweile neu designiert. 2011 erfolgte eine zweite Promotion am Lehrstuhl von Thomas Freyer. 2012 wurde Fehige in Kanada eingebürgert. Seit 2013 ist er gewähltes Mitglied der International Society for Science and Religion.

## Bibliographie
- Die Geschlechterosion des semantischen Realismus. Eine logisch-semantische Untersuchung zum Begriff des biologischen Geschlechts.  Mentis-Verlag Paderborn 2006, ISBN 978-3-96975-838-0.
- Sexualphilosophie. Eine einführende Annäherung. LIT, Berlin 2007, ISBN 978-3-8258-0842-6.
- Das Offenbarungsparadox. Auf dem Weg zu einem christlich-jüdischen Dialog.  Paderborn 2012, ISBN 978-3-657-77313-8.
- Science and Religion: East and West, New Delhi 2015.
- The Routledge Companion to Thought Experiments, London 2017.
- Thought Experiments, Science, and Religion, Leiden 2024.